# بگیر و صحبت کن

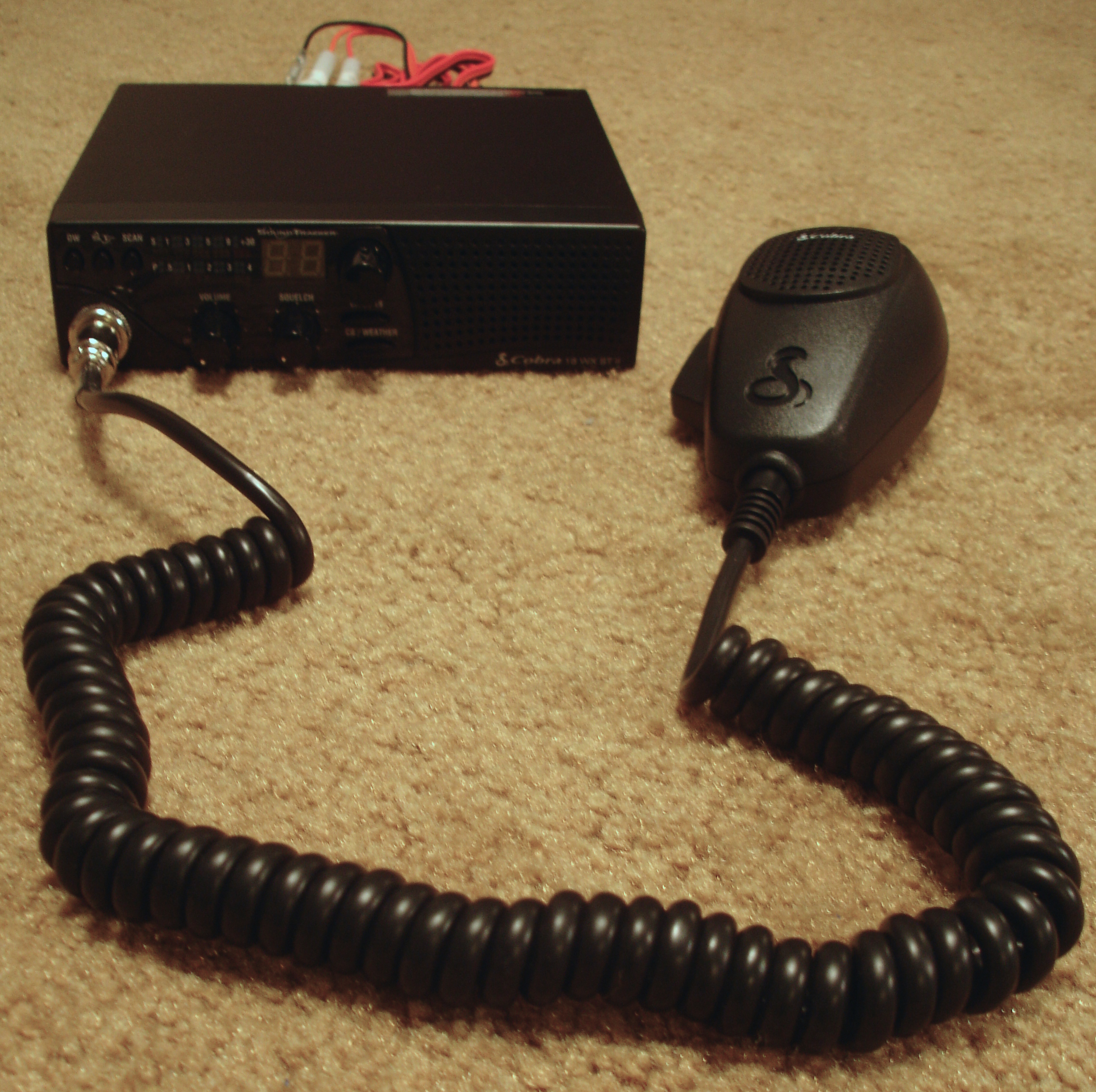
رادیوی باند شهروندان با کلید میکروفون با قابلیت مکالمه

بگیر و صحبت‌کن به (به انگلیسی: Push-to-talk) یا مکالمه با فشاردکمه که به آن بگیر و فرست (به انگلیسی: press-to-transmit) هم می‌گویند و در شبکه ارتباطات همراه خدمات بگیر و صحبت‌کن سلولی (به انگلیسی: Push-to-talk over cellular) (اختصاری PoC) به آن گفته می‌شود، خدماتی است که در آن با فشردن یک دکمه ارتباطات از حالت دریافت به حالت ارسال تغییر می‌کند. این خدمات در شبکه تلفن همراه یکی از سرویس‌هایی است که هم‌اکنون توسط بسیاری از شرکت‌های خدمات دهنده تلفن همراه و تولیدکننده گوشی‌های موبایل ارائه می‌شود. این خدمات به کاربران اجازه می‌دهد تا در محدوده شبکه سلولی، به صورت فرد به فرد یا فرد به گروه و به‌طور مستقیم با یکدیگر مکالمه صوتی برقرار نمایند. در این تماس‌ها، مکالمات به سرعت ارسال و دریافت شده و هیچ زمانی برای پاسخ دادن به یک تماس یا دریافت آن تأخیر نمی‌یابد. بطوریکه مشترکان با فشردن و نگه داشتن یک کلید می‌توانند صدای خود را بدون فاصله به گوش مخاطب مورد نظر ویا گروهی از مخاطبان که از قبل تعیین نموده‌اند برساند.

## خدمت بگیر و صحبت‌کن چیست؟
این خدمت در حقیقت یک خدمت همیشه فعال است که به کاربرانش اجازه می‌دهد تا تنها با فشردن یک کلید با یکدیگر ارتباط برقرار نمایند. این تماس‌ها که ممکن است از فرد به فرد ویا از فرد به گروه برقرار شوند، به صورت یک تماس رادیویی نیمه دوطرفه در هر لحظه تنها یکی از طرفین قادر به صحبت خواهد بود و ما بقی بایستی تا پایان مکالمه وی تنها شنونده باشند و پس از ارسال پیام وی می‌توانند به آن پاسخ دهند ایجاد می‌گردند.

## مزایای خدمات بگیر و صحبت‌کن
این سرویس یکی از خدمات مفید برای گروه‌های مختلف کاربران، از شخصی، تجاری ویا گروه‌های دیگر می‌باشد. بطوریکه برای مثال در یک شرکت تجاری، مدیر شرکت توانایی ایجاد یک لیست از کارکنان و تشکیل یک گروه مکالمه از کارمندان خود را داشته و در هر لحظه می‌تواند بدون نیاز به تماس تلفنی با آن‌ها ارتباط مستقیم برقرار سازد. در حقیقت از شرکت‌های تجاری مختلف، خانواده‌ها، گروه‌های مختلف اجتماعی و نوجوانان و دیگر مواردی از این دست می‌توان به عنوان کاربران پیش‌بینی شده برای این خدمت یاد کرد. علاوه بر این اغلب کاربرانی که نیازمند برقراری ارتباط بین گروه‌های مختلف خود از طریق ایجاد شبکه‌های رادیویی گوناگون همچون خدمات رادیویی متحرک شخصی و نیز خدمات رادیویی متحرک زمینی می‌باشند، اما به دلایلی تمایل به طی مراحل قانونی کسب مجوزهای مختلف و خرید تجهیزات را ندارند، می‌توانند بخش عمده‌ای از نیازهای خود را به کمک این خدمات بر طرف سازند.
در این خدمات هر تماس فرد به فرد یا گروهی به شکل نیمه دوطرفه برقرار می‌شود. برخلاف حالت دوطرفه رایج در مکالمات معمول تلفنی به دلیل اینکه کاربران این سرویس بیشتر افرادی هستند که در حین فعالیت و انجام کارهای گوناگون کم و بیش نیاز به ارتباط چند لحظه‌ای کوتاه ولی مکرر با دیگر افراد و گروه‌ها دارند، از این رو این نوع ارتباط مطلوب‌ترین حالت ممکن برای آن‌ها به‌شمار می‌رود.
این خدمت از جمله خدماتی است که تنها در بستر شبکه‌های دیتای نسل دو و نیم به بالا مانند GPRS و سرعت داده افزایش یافته برای تحول جی‌اس‌ام قابل ارائه می‌باشد و با سن کمش از سال ۲۰۰۴ تا کنون توانسته نفوذ و رشد خوبی را در میان کشورهای مختلف داشته باشد. شرکت NEXTEL علاوه بر نوکیا، دیگر شرکتی است که خدمات یاد شده را تحت عنوان «واکی‌تاکی» ارائه می‌دهد. این شرکت خدمات خود را در قالب سه بخش محلی، منطقه‌ای و بین‌المللی ارائه می‌کند. مشترکان جهت استفاده از خدمات فوق نیازمند تهیه یک گوشی مخصوص این سرویس به همراه پرداخت هزینه ماهیانه استفاده از خدمات و دریافت شناسه دیجیتالی یا ID منحصربه‌فرد می‌باشند.